# NGC 7767
NGC 7767 (również PGC 72601 lub UGC 12805) – galaktyka spiralna (S0-a), znajdująca się w gwiazdozbiorze Pegaza. Odkrył ją Ralph Copeland 9 października 1872 roku.